# Quero ser tua
„Quero ser tua“ (на български: „Искам да бъда твоя“) е песен на португалската певица Сузи, с която представя страната си на песенния конкурс „Евровизия 2014“. Автор на музиката и текста на песента е Емануел.
Песента печели националната селекция, провела се на 15 март 2014 година, с 41,56% от гласовете на телевизионните зрители.
От Wiwibloggs я определят като „три минути бързотемпово ча-ча-ча“. Според Oikotimes тя е „класическа португалска танцувална песен с африкански мотиви“. Самата певица я описва „като бърза, закачлива и весела песен, съчетала латинското звучене с африкански мотиви и частица бразилска душа“.
Планирани са версии на английски, испански, вероятно и френски, както и ремикс. Заплануван е и видеоклип.